# Шибугамо
Шибугамо (фр. Chibougamau) — місто (з 1952 року) в провінції Квебек (Канада), є столицею адміністративного району Північ Квебеку. Розташований в його південній частині — Жамезі. Заснований в 1903 р. Населення становить 7,5 тис. осіб (2009 р оцінка). Шибугамо — найбільше переважно європейське місто регіону, в більшість інших поселень переважають інуїти та індіанці — крі. У перекладі з мови крі «шабо гамо» означає «через озеро».

## Клімат
Місто знаходиться у зоні, котра характеризується континентальним субарктичним кліматом. Найтепліший місяць — липень із середньою температурою 15 °C (59 °F). Найхолодніший місяць — січень, із середньою температурою -18.9 °С (-2 °F).
| Клімат Шибугамо         | Клімат Шибугамо | Клімат Шибугамо | Клімат Шибугамо | Клімат Шибугамо | Клімат Шибугамо | Клімат Шибугамо | Клімат Шибугамо | Клімат Шибугамо | Клімат Шибугамо | Клімат Шибугамо | Клімат Шибугамо | Клімат Шибугамо | Клімат Шибугамо |
| Показник                | Січ.            | Лют.            | Бер.            | Квіт.           | Трав.           | Черв.           | Лип.            | Серп.           | Вер.            | Жовт.           | Лист.           | Груд.           | Рік             |
| Середній максимум, °C   | −13             | −11             | −3              | 4               | 12              | 19              | 21              | 19              | 14              | 7               | −1              | −10             | 4               |
| Середня температура, °C | −19             | −18             | −10             | −1              | 6               | 13              | 15              | 14              | 9               | 3               | −4              | −15             | 0               |
| Середній мінімум, °C    | −25             | −25             | −17             | −7              | 0               | 6               | 10              | 9               | 5               | 0               | −8              | −20             | −6              |
| Норма опадів, мм        | 65              | 56              | 59              | 49              | 76              | 110             | 122             | 113             | 116             | 93              | 79              | 74              | 1012            |
| ----------------------- | --------------- | --------------- | --------------- | --------------- | --------------- | --------------- | --------------- | --------------- | --------------- | --------------- | --------------- | --------------- | --------------- |
| Джерело: Weatherbase    |                 |                 |                 |                 |                 |                 |                 |                 |                 |                 |                 |                 |                 |

## Динаміка населення
- 2006, перепис: 7.563; 97 % населення — франкофони, 2 % — англофони.
- 2001, перепис: 7.922
- 2006 до 2001: -4.5 %
- 1996, перепис: 8.664
- 1991, перепис: 8.855